# Синдром Аракава I
Синдром Аракава I (англ. Arakawa's syndrome I, також синдром дефіциту глютаматформімінотрансферази англ. Formiminotransferase- deficiency syndrome) — клінічний синдром, аутосомно-домінантне порушення обміну речовин, яке спричинює дефіцит ферменту глютаматформімінотрансферази. Характеризується розумовою та фізичною затримкою, атрофією кори мозку, розширенням мозкових шлуночків та ненормальною електроенцефалограмою (ЕЕГ).

## Етимологія
Названий на честь японського лікаря Тцунео Аракава (яп. 荒川恒夫; роки життя — 1949—2003), який першим описав його у 1965-68 роках. Аракава описав ще декілька синдромів, зокрема, «синдром Аракава II».

## Патогенез та генетичні зрушення
Глютамат формімінтрансфераза є ферментом метилтрансферази, який використовує тетрагідрофолат як частину катаболізму гістидину. Це каталізує дві реакції:
- 5-formimidoyltetrahydrofolate + L-glutamate <=> tetrahydrofolate + N-formimidoyl-L-glutamate
- 5-formyltetrahydrofolate + L-glutamate <=> tetrahydrofolate + N-formyl-L-glutamate

Його класифікують за ЕС 2.1.2.5, у ссавців — у складі біфункціонального ферменту, який також має формімінотетрагідрофолатну циклодеаміназну активність.
Вроджені порушення метаболізму фолієвої кислоти, збільшення рівня у сечі форміміноглутаматової кислоти, а також ймовірний дефект циклодіамази лежать в основі патогенезу синдрому. Гематологічні зміни включають мегалобластичну та нормоцитарну анемію і гіперсегментацію нейтрофілів. Особливості серйозного фенотипу, вперше виявленого у пацієнтів японського походження, включають підвищений рівень формімінглутамату в сечі у відповідь на введення гістидину, мегалобластну анемію та розумову недостатність. Особливості м'якого фенотипу включають виділення з сечею значного рівня формімінглутамату за відсутності застосування гістидину, легкої затримки розумового розвитку та відсутності гематологічних зрушень.
Синдром є сімейним і передається аутосомно-рецессивно.

## Клінічні прояви
Залежать від фенотипу, в разі серйозного включають розумову і фізичну затримку розвитку, мегалобластну та нормоцитарну анемію, що проявляється слабкістю, блідістю шкіри, тахікардією, артеріальнуою гіпотензією, гепатоспленомегалією (збільшення печінки та селезінки), неврологічними ускладненнями, включаючи атрофію головного мозку та розширення мозкових шлуночків, змінами на ЕЕГ. При м'якому фенотипі синдром перебігає доброякісно, немає анемії, рівень розумових і фізичних зрушень незначний.

## Діагностика
Є складне генетичне дослідження. Але можливо запідозрити синдром на основі сімейного анамнезу і поєднання декількох проявів, для виявлення деяких з них може знадобитися інструментальна і біохімічна діагностика. Для розрізнення різних фенотипів проводять пробу на виділення формімінглутамату після стимуляції гістидином.

## Лікування
Як й інші генетичні синдроми етіологічного лікування немає. Проводять лікування анемії, проводять профілактику епілептичних нападів, призначають препарати, що підвищують м'язовий тонус, артеріальний тиск. При м'якому фенотипі необхідна соціальна адаптація.